# Oxford (papeterie)
Pour les articles homonymes, voir Oxford (homonymie).
 (décembre 2016).
Oxford est une marque commerciale des produits du groupe français Groupe Hamelin connue pour ses cahiers d'écriture. Elle comporte également des produits numériques comme le cahier numérique.
Le positionnement de la marque Oxford est très nettement haut de gamme[réf. nécessaire].
Son logo est fait de deux lions face-à-face qui crachent des flammes (l'un des deux lions est de couleur bleue, l'autre est blanc) et tiennent un blason bicolore bleu et blanc. Le nom de la marque est noté sous les félins.